# خوسیبا ساریوناندیا
خوسیبا ساریوناندیا اوریبلاریه (اسپانیایی: Joseba Sarrionandia Uribelarrea‎؛ زاده ۱۳ آوریل ۱۹۵۸ در ایوریتا، بیسکای، شمال اسپانیا) یک نویسنده، مترجم، شاعر، نویسنده کودکان، استاد دانشگاه و مقاله‌نویس اهل باسک اسپانیا است که کتاب‌های متعدد شعر، داستان کوتاه و همچنین رمان منتشر کرده‌است. وی به دلیل فعالیت‌های خود چندین بار جوایز متعدد گرفته‌است و امروزه شخصیت ادبی تحسین شده‌ای در کشور باسک است.
در اوایل دهه ۱۹۸۰، وی عضو گروه جدایی طلبان باسک (اتا) بود. در سال ۱۹۸۵ او از زندان فرار کرد و از آن زمان ده‌ها سال به‌صورت زیرزمینی زندگی می‌کرد و در عین حال به خلق آثار و انتشار آن‌ها ادامه می‌داد. در نوامبر سال ۲۰۱۶ مشخص شد که او در کوبا زندگی می‌کند و در آنجا به عنوان مدرس دانشگاه هاوانا مشغول فعالیت است.